# کنیا اونودرا
کنیا اونودرا (ژاپنی: 小野寺 健也؛ زادهٔ ۱۸ نوامبر ۱۹۹۷) یک بازیکن فوتبال اهل ژاپن است.
از باشگاه‌هایی که در آن بازی کرده‌است می‌توان به باشگاه فوتبال مونتدیو یاماگاتا اشاره کرد.